# Paracephaelis cinerea
Paracephaelis cinerea là một loài thực vật có hoa trong họ Thiến thảo. Loài này được (A.Rich. ex DC.) De Block mô tả khoa học đầu tiên năm 2003.